# Relaciones Cuba-México
La República de Cuba y los Estados Unidos Mexicanos han tenido relaciones diplomáticas ininterrumpidas desde su establecimiento en 1902. Ambas naciones son miembros de la Asociación de Estados del Caribe, Asociación Latinoamericana de Integración, Comunidad de Estados Latinoamericanos y Caribeños y las Naciones Unidas.

## Historia

### Siglos XVI-XIX
Los españoles conquistaron Cuba en 1511 y desde esta isla partieron la mayoría de las expediciones de exploración y conquista hacia México a partir de 1517. Durante el Virreinato, Cuba fue punto de escala obligado para cualquier comunicación e intercambio entre España y sus colonias en México. Asimismo, de Cuba partieron hacia México tanto Francisco Xavier Mina  para participar en la Guerra de Independencia de México del lado de los insurgentes, como Isidro Barrada en un intento por re-anexar México al Imperio Español. Si bien México recibió refugiados cubanos que huían del poder español en Cuba, no se realizó ningún apoyo práctico por parte de México para ayudar a liberar la isla durante el siglo XIX. Cuba por su parte recibió refugiados de México que huían de los numerosos cambios de gobierno que sufrió ese país durante el siglo XIX. A pesar de todo, desde el primer momento México reconoció la independencia de Cuba tras la guerra hispano-estadounidense, independencia concretada en 1902.

### SigloXX
México y Cuba establecieron relaciones diplomáticas el 20 de mayo de 1902. Desde entonces han mantenido relaciones ininterrumpidas. En 1913, el embajador cubano Manuel Márquez Sterling intentó salvar la vida del presidente Francisco I. Madero al ser depuesto de su cargo y posteriormente asesinado en episodio conocido como la Decena Trágica. En 1923, ambas naciones establecieron embajadas residentes en sus respectivas capitales.
En 1955, mediante una amnistía general decretada por el Congreso de Cuba, sale de la cárcel el preso político Fidel Castro, quien, junto con algunos compatriotas se exilia en México poco después. Al año siguiente, parte del puerto de Tuxpan el yate Granma con Castro y sus seguidores, quienes en 1959 logran derrocar el régimen hasta entonces en el poder de Fulgencio Batista. México fue el único país en América que no rompió relaciones con Cuba tras el triunfo del golpe de Estado castrista. En 1959, el expresidente Lázaro Cárdenas del Río visitó Cuba, donde compartió balcón con Fidel Castro durante los festejos del primer aniversario oficial del asalto al Cuartel Moncada. En 1975, el presidente Luis Echeverría se convirtió en el primer presidente mexicano en funciones en visitar la isla.
Ambos países desarrollaron a partir de allí sus relaciones en una regla no escrita de no intervención en los asuntos del otro. Así, México no formularía ni apoyaría ninguna iniciativa destinada a aislar o a perjudicar a Cuba. A cambio, Cuba no apoyaría ninguna disidencia contra el gobierno mexicano. 
Sin embargo hubieron de lidiar con las circunstancias del otro dentro del contexto de la Guerra Fría: por ejemplo, en 1972 ambos países se vieron involucrados involuntariamente en el secuestro del vuelo 705 de Mexicana de Aviación.
Tras el final de la Guerra Fría y la caída del Bloque Soviético, México incrementó sus inversiones en Cuba, firmándose varios acuerdos económicos y comerciales entre ambas naciones.

### SigloXXI
En febrero de 2002 el presidente de México Vicente Fox durante una visita a Cuba, se entrevistó con grupos de cubanos disidentes del régimen de Fidel Castro. Las relaciones entre México y Cuba alcanzaron un punto crítico al producirse una confrontación entre Vicente Fox y Fidel Castro que este último hizo pública mediante una grabación donde Fox le pedía a Castro abandonar una conferencia sobre financiación y desarrollo (en la cual no estaba programada la presencia de Castro) para así evitar un encuentro con el presidente de los Estados Unidos George W. Bush. Asimismo Cuba había suspendido pagos de una deuda por 400 millones de dólares contraída con México.
En mayo del 2004, el gobierno mexicano expulsó al representante diplomático de Cuba y retiró a su embajador de La Habana.
En el año 2006, con la llegada de Felipe Calderón a la presidencia en México y de Raúl Castro a la de Cuba, las relaciones comenzaron a normalizarse lentamente, paso que se aceleró con el ascenso de Enrique Peña Nieto a la presidencia en México.
En diciembre de 2018, el presidente cubano Miguel Díaz-Canel llegó a México para asistir la investidura del presidente mexicano Andrés Manuel López Obrador. En septiembre de 2021, el presidente Díaz-Canel regresó a México para asistir a la celebración del día de la Independencia de México como invitado de honor del presidente López Obrador. En mayo de 2022, el presidente de México, Andrés Manuel López Obrador, realizó una visita oficial a Cuba, donde el presidente Díaz-Canel le otorgó la Orden José Martí.En febrero de 2023, durante un acto oficial en Campeche, el presidente Díaz-Canel recibió la orden mexicana del Águila Azteca, la más alta condecoración que el Gobierno mexicano concede a un Jefe de Estado extranjero.
En octubre de 2024, el presidente Díaz-Canel viajó a México para asistir a la toma de posesión de la presidenta Claudia Sheinbaum.

## Visitas de alto nivel

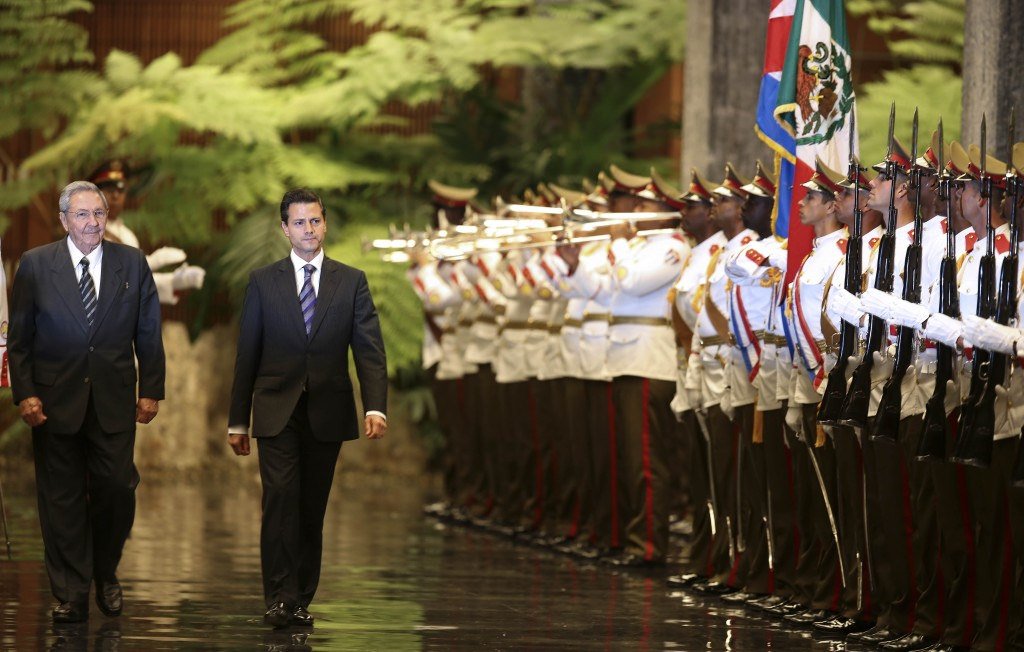
Presidente mexicano Enrique Peña Nieto de visita a estado a Cuba junto con el presidente cubano Raúl Castro, enero de 2014.

Visitas presidenciales de Cuba a México
- Presidente Osvaldo Dorticós Torrado (1960)
- Presidente Fidel Castro (1979, 1981, 1988, 1991, 1994, 2000, 2002)
- Presidente Raúl Castro (2010, 2015)
- Presidente Miguel Díaz-Canel (2018, 2019, 2021, febrero y octubre de 2023, 2024)

Visitas presidenciales de México a Cuba
- Presidente Luis Echeverría Álvarez (1975)
- Presidente José López Portillo (1980)
- Presidente Miguel de la Madrid (1986)
- Presidente Carlos Salinas de Gortari (1994)
- Presidente Ernesto Zedillo (1999)
- Presidente Vicente Fox (2002)
- Presidente Felipe Calderón (2012)
- Presidente Enrique Peña Nieto (2014, junio y noviembre de 2016)
- Presidente Andrés Manuel López Obrador (2022)

## Relaciones bilaterales
Ambas naciones han firmado varios acuerdos bilaterales tales como un Acuerdo para el intercambio de Correspondencia por Radiotelegrafía (1928); Acuerdo de Colaboración Económica e Industrial (1975); Acuerdo de Pesca (1976); Acuerdo sobre la Delimitación de los Espacios Marítimos en virtud del establecimiento de la Zona económica exclusiva (1976); Convenio General de Colaboración (1978); Acuerdo de Colaboración Económica, Científica y Técnica en la Producción de Azúcar y sus Derivados (1979): Acuerdo de Cooperación Turística (1980); Acuerdo Comercial (1984); Acuerdo de Cooperación para Combatir el Tráfico Internacional de Drogas (1990); Acuerdo de Transporte Aéreo(1991); Tratado sobre Ejecución de Penas Penales (1996); Acuerdo de Cooperación para el Desarrollo (1999); Acuerdo sobre Promoción y Protección Recíproca de Inversiones (2001); Convenio de Cooperación en Educación, Cultura, la Juventud, Educación Física y Deportes (2012); Acuerdo de Reconocimiento Mutuo y Revalidación de Títulos, Diplomas y Estudios de Educación Superior (2013); Tratado de Asistencia Judicial Mutua en Materia Penal (2013); Tratado de Extradición (2013); Tratado sobre la Delimitación de la Plataforma Continental en el Polígono Oriental del Golfo de México más allá de las 200 millas náuticas (2017); y un Acuerdo de Cooperación en Asistencia Administrativa Mutua e Intercambio de Información en Materia Aduanera (2018).

## Transporte
Hay vuelos directos entre ambas naciones con Aeroméxico, Aeroméxico Connect, Magnicharters y Viva.

## Lazos económicos
En 2023, el comercio entre Cuba y México ascendió a $279 millones de dólares. Las exportaciones de Cuba a México incluyen: ron; cigarros; placas, hojas, láminas; menajes de casa; cerveza de malta; aves canoras; obras de literatura universal; y motores de aviación. Las exportaciones de México a Cuba incluyen: leche en polvo o en pastillas; grasas y aceites; tapas de aluminio; agua; abonos de origen animal o vegetal; champús; cerveza de malta.
Ambas naciones han subscrito varios acuerdos comerciales y económicos, entre ellos un tratado de libre comercio. En 2013, México condonó el 70% de la deuda de $340 millones de dólares que Cuba tenía con México. La balanza comercial entre ambos países presenta, por mucho, un superávit a favor de México. 
Cuba es el tercer socio comercial de México en el Caribe y el número 36 en el mundo por volumen de intercambio, representando el 0.36% del volumen total de exportaciones de Cuba. México a su vez es el segundo socio comercial de Cuba en Norteamérica y el quinto a nivel mundial, representando el 6.1% de las importaciones de Cuba. Por su parte, México es el octavo emisor de turistas a Cuba, de enero a junio de 2015, fueron 45 mil los turistas mexicanos que visitaron Cuba.

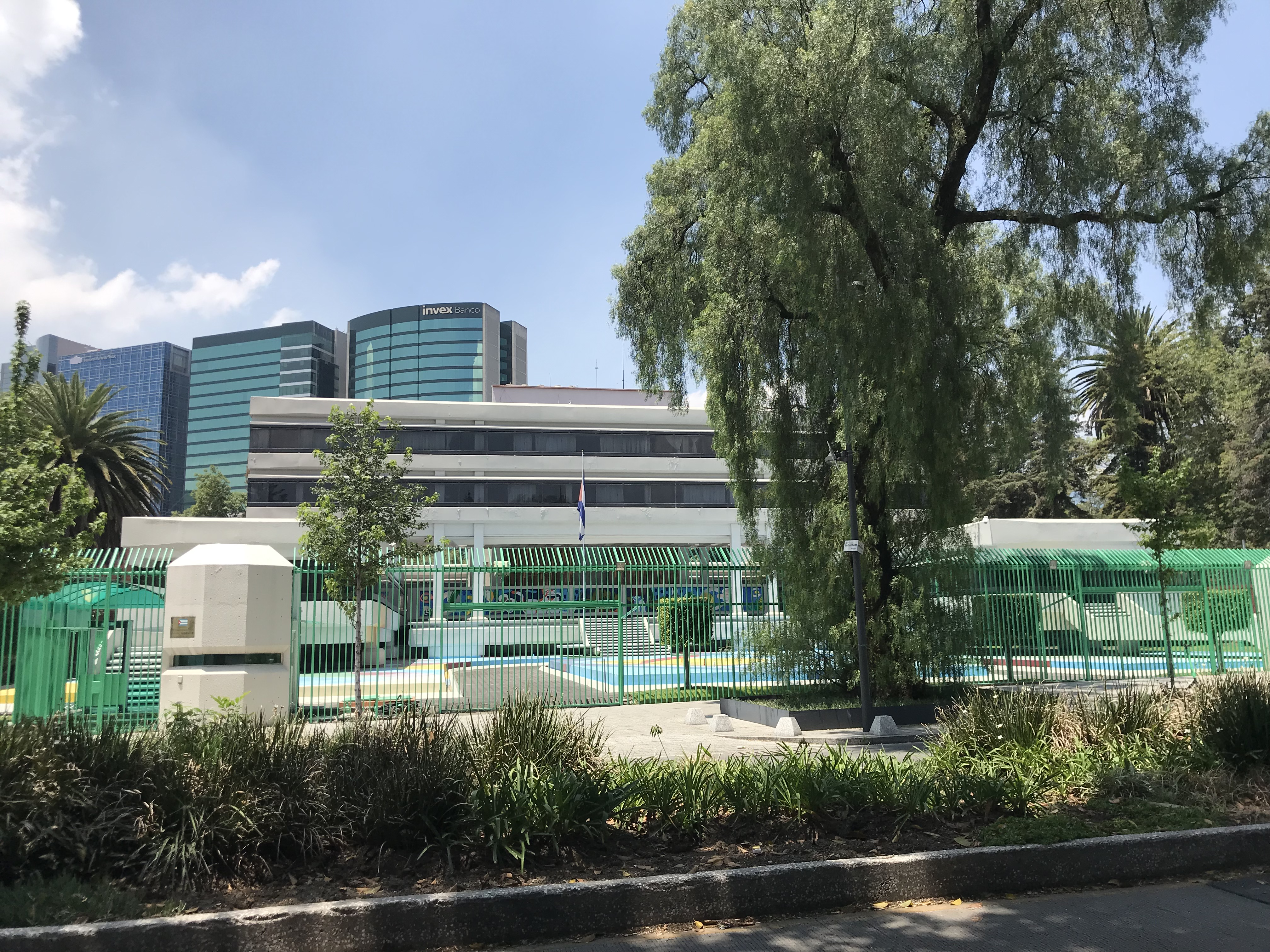
Embajada de Cuba en la Ciudad de México

## Misiones diplomáticas residentes
- Cuba tiene una embajada en la Ciudad de México y consulados-generales en Cancún, Mérida, Monterrey y en Veracruz.[16]
- México tiene una embajada y un consulado-general en La Habana.[17]